# Scopula hypocallista
Scopula hypocallista är en fjärilsart som beskrevs av Oswald Beltram Lower 1900. Scopula hypocallista ingår i släktet Scopula och familjen mätare. Inga underarter finns listade.